# Arcieparchia di Filadelfia

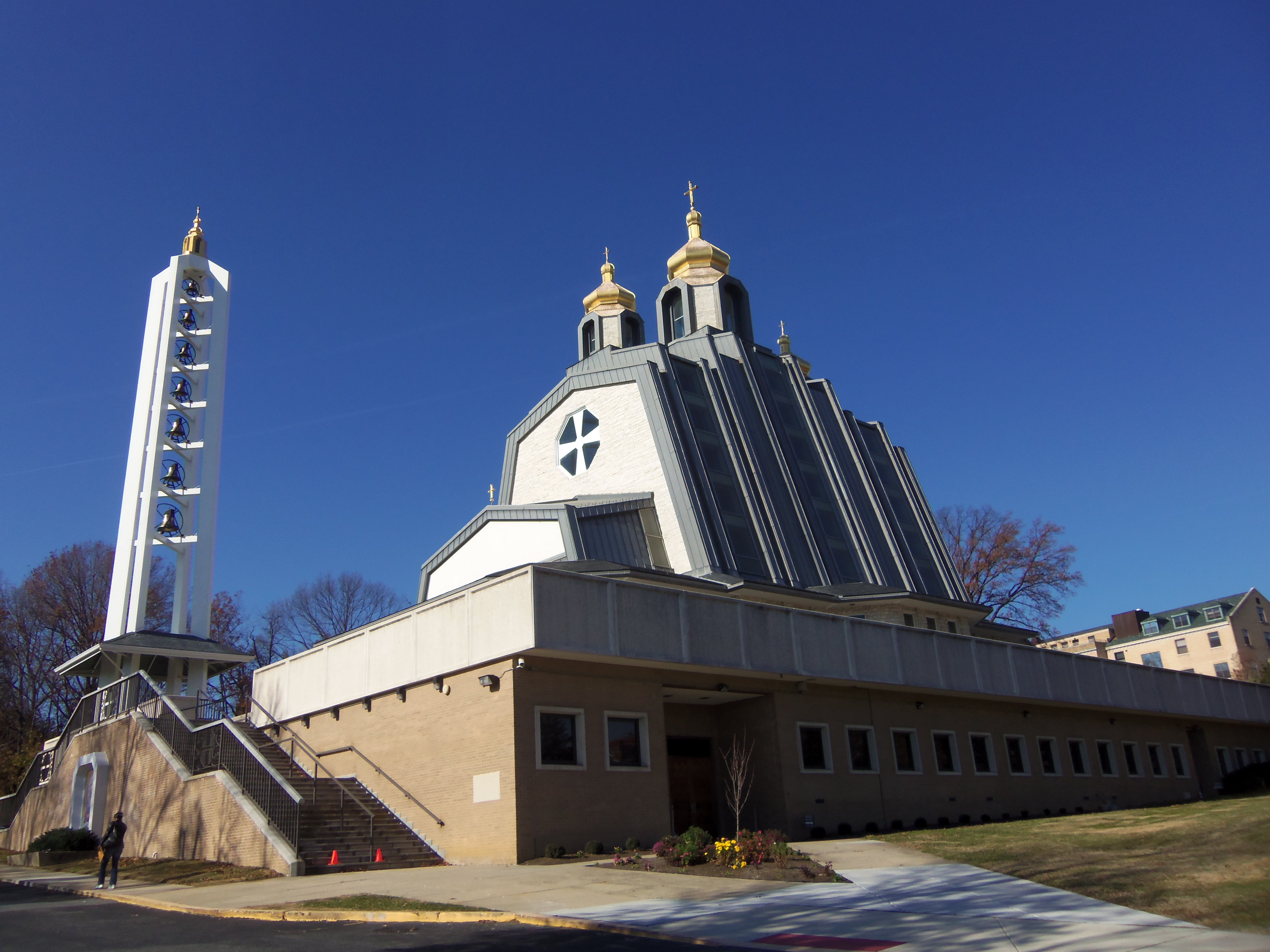
Il santuario nazionale ucraino della Santa Famiglia a Washington.

L'arcieparchia di Filadelfia (in latino Archieparchia Philadelphiensis Ucrainorum) è una sede metropolitana della Chiesa greco-cattolica ucraina negli Stati Uniti d'America. Nel 2023 contava 12.180 battezzati. È retta dall'arcieparca Borys Gudziak.

## Territorio
L'arcieparchia comprende i fedeli della Chiesa greco-cattolica ucraina nel distretto di Columbia e nei seguenti stati: Virginia, Maryland, New Jersey e la parte orientale della Pennsylvania fino al confine orientale delle contee di Potter, Clinton, Centre, Mifflin, Huntingdon e Fulton.
Sede arcieparchiale è la città di Filadelfia, dove si trova la cattedrale dell'Immacolata Concezione. A Washington sorge il santuario nazionale ucraino della Santa Famiglia.
Il territorio è suddiviso in 62 parrocchie.

## Storia
Il 28 maggio 1913 la Santa Sede istituì un ordinariato per i fedeli cattolici di rito bizantino che dimoravano negli Stati Uniti d'America. Fu nominato primo vescovo ordinario Soter Stephen Ortynsky de Labetz, già visitatore dal 1907. Alla sua morte, nel 1916, la Santa Sede nominò due amministratori apostolici, Petro Ponyatyshyn per i fedeli greco-cattolici originari della Galizia e dell'Ucraina e Havryjil Martjak per i fedeli greco-cattolici originari della Rutenia subcarpatica.
L'8 maggio 1924 furono istituiti due esarcati apostolici per i due gruppi distinti; primo esarca per i fedeli ucraini fu Konštantin Bohačevskyj.
Il 20 luglio 1956 cedette lo stato di New York e tutto il New England a vantaggio dell'erezione dell'esarcato apostolico di Stamford (oggi eparchia di Stamford).
Il 10 luglio 1958 l'esarcato apostolico è stato elevato al rango di arcieparchia metropolitana e ha assunto il nome attuale.
Il 14 luglio 1961 ha ceduto il territorio a ovest dell'Ohio e dei fiumi Missouri e Mississippi a vantaggio dell'erezione dell'eparchia di San Nicola di Chicago.
Il 5 dicembre 1983 ha ceduto il territorio corrispondente agli stati dell'Ohio, del Kentucky, del Tennessee, del Mississippi, dell'Alabama, della Georgia, della Florida, della Carolina del Nord e del Sud, della Virginia Occidentale e della parte occidentale della Pennsylvania a vantaggio dell'erezione dell'eparchia di San Giosafat di Parma.

## Cronotassi dei vescovi
Si omettono i periodi di sede vacante non superiori ai 2 anni o non storicamente accertati.
- Soter Stephen Ortynsky de Labetz † (28 febbraio 1907 - 24 marzo 1916 deceduto)
  - Sede vacante (1916-1924)
- Konštantin Bohačevskyj † (20 maggio 1924 - 6 gennaio 1961 deceduto)
- Ambrozij Andrew Senyshyn, O.S.B.M. † (14 agosto 1961 - 11 settembre 1976 deceduto)
- Joseph Michael Schmondiuk † (20 settembre 1977 - 25 dicembre 1978 deceduto)
- Myroslav Ivan Ljubačivs'kyj † (13 settembre 1979 - 27 marzo 1980 nominato arcieparca coadiutore di Leopoli)
- Stephen Sulyk † (29 dicembre 1980 - 29 novembre 2000 ritirato)
- Stephen Soroka (29 novembre 2000 - 16 aprile 2018 dimesso)[3]
- Borys Gudziak, dal 18 febbraio 2019

## Statistiche
L'arcieparchia nel 2023 contava 12.180 battezzati.
| anno | popolazione | popolazione | popolazione | presbiteri | presbiteri | presbiteri | presbiteri                | diaconi | religiosi | religiosi | parrocchie |
| anno | battezzati  | totale      | %           | numero     | secolari   | regolari   | battezzati per presbitero | diaconi | uomini    | donne     | parrocchie |
| ---- | ----------- | ----------- | ----------- | ---------- | ---------- | ---------- | ------------------------- | ------- | --------- | --------- | ---------- |
| 1950 | ?           | ?           | ?           | 244        | 195        | 49         |                           |         | 78        | 183       | 141        |
| 1966 | ?           | ?           | ?           | 146        | 136        | 10         |                           |         | 13        | 151       | 108        |
| 1968 | ?           | ?           | ?           | 154        | 142        | 12         |                           |         | 13        | 151       | 108        |
| 1976 | ?           | ?           | ?           | 149        | 138        | 11         |                           |         | 11        | 229       | 113        |
| 1980 | ?           | ?           | ?           | 113        | 113        |            |                           | 1       | 1         | 212       | 107        |
| 1990 | 77.000      | ?           | ?           | 87         | 76         | 11         | 885                       | 3       | 14        | 109       | 80         |
| 1999 | 69.088      | ?           | ?           | 88         | 77         | 11         | 785                       | 4       | 15        | 127       | 78         |
| 2000 | 68.000      | ?           | ?           | 81         | 73         | 8          | 839                       | 4       | 8         | 136       | 74         |
| 2001 | 67.500      | ?           | ?           | 73         | 67         | 6          | 924                       | 6       | 8         | 127       | 72         |
| 2002 | 67.250      | ?           | ?           | 83         | 78         | 5          | 810                       | 6       | 5         | 122       | 72         |
| 2003 | 67.250      | ?           | ?           | 62         | 57         | 5          | 1.084                     | 6       | 5         | 119       | 74         |
| 2004 | 65.500      | ?           | ?           | 66         | 60         | 6          | 992                       | 5       | 6         | 112       | 74         |
| 2009 | 22.500      | ?           | ?           | 59         | 54         | 5          | 381                       | 5       | 5         | 38        | 66         |
| 2010 | 14.980      | ?           | ?           | 61         | 56         | 5          | 245                       | 7       | 5         | 38        | 66         |
| 2013 | 15.689      | ?           | ?           | 58         | 54         | 4          | 270                       | 7       | 4         | 49        | 67         |
| 2016 | 13.051      | ?           | ?           | 58         | 55         | 3          | 225                       | 7       | 3         | 44        | 64         |
| 2019 | 13.141      | ?           | ?           | 57         | 54         | 3          | 230                       | 6       | 3         | 57        | 62         |
| 2021 | 12.479      | ?           | ?           | 50         | 48         | 2          | 249                       | 6       | 3         | 45        | 62         |
| 2023 | 12.180      | ?           | ?           | 53         | 50         | 3          | 229                       | 4       | 3         | 42        | 62         |